# مارسيا مانون
مارسيا مانون هي ممثلة فرنسية، ولدت في 28 أكتوبر 1896 في باريس في فرنسا، وتوفيت في 12 أبريل 1973 في فيكتورفيل في الولايات المتحدة.

## وصلات خارجية
- مارسيا مانون على موقع IMDb (الإنجليزية)
- مارسيا مانون على موقع قاعدة بيانات الفيلم (الإنجليزية)